# Ivan Oblyakov
Ivan Oblyakov (en ruso: Иван Сергеевич Обляков; Óblast de Leningrado, 5 de julio de 1998) es un futbolista ruso que juega en la demarcación de centrocampista para el PFC CSKA Moscú de la Liga Premier de Rusia.

## Biografía
Tras formarse como futbolista con el FC Zenit Saint Petersburg, finalmente se marchó a la disciplina del FC Ufa. Hizo su debut el 31 de julio de 2016 contra el FC Ural Sverdlovsk Oblast en un encuentro de la Liga Premier de Rusia. Su primer gol como futbolista lo anotó contra el FC Spartak de Moscú en un partido de la Liga Premier de Rusia en el minuto 34. Tras dos años jugando en el Ufa, el 31 de agosto de 2018 se marchó traspasado al PFC CSKA Moscú.

## Selección nacional
Tras haber sido internacional en categorías inferiores, el 12 de noviembre de 2020 debutó con la selección absoluta de Rusia en un amistoso ante Moldavia que finalizó en empate a cero.

## Clubes
| Club           | País  | Año       | Partidos | Goles |
| -------------- | ----- | --------- | -------- | ----- |
| FC Ufa         | Rusia | 2016-2018 | 54       | 4     |
| PFC CSKA Moscú | Rusia | 2018-     | 255      | 28    |

## Palmarés

### Títulos nacionales
| Título             | Club           | País  | Año  |
| ------------------ | -------------- | ----- | ---- |
| Copa de Rusia      | PFC CSKA Moscú | Rusia | 2023 |
| Copa de Rusia      | PFC CSKA Moscú | Rusia | 2025 |
| Supercopa de Rusia | PFC CSKA Moscú | Rusia | 2025 |